# Un joueur à la hauteur
Pour plus de détails, voir Fiche technique et Distribution.
Un joueur à la hauteur (The Air Up There) est un film américain réalisé par Paul Michael Glaser, sorti en 1994.

## Synopsis
Jimmy Dolan (Kevin Bacon) est entraîneur adjoint d'une équipe de basket-ball universitaire qui est à la recherche d'une nouvelle star pour son équipe, persuadé que cela lui permettra de devenir l'entraîneur de l'école. Il visionne la vidéo d'un espoir nommé Saleh et voyage en Afrique afin de le recruter. Arrivé sur le continent, Dolan doit non seulement parvenir à recruter Saleh, mais aussi apprendre à vivre dans une nouvelle culture et un nouveau mode de vie.

## Fiche technique
- Titre : Un joueur à la hauteur
- Titre original : The Air Up There
- Réalisation : Paul Michael Glaser
- Scénario : Max Apple
- Production : Robert W. Cort (en), Ted Field, Rosalie Swedlin
- Décors : Roger Hall
- Costumes : Hope Hanafin
- Directeur de la photographie : Dick Pope
- Montage : Michael E. Polakow
- Musique : David Newman
- Format image/son : 1,85:1 - Panavision - 35 mm
- Sociétés de production : Hollywood Pictures, PolyGram Filmed Entertainment
- Distribution : Hollywood Pictures
- Durée : 1h47
- Genre : comédie
- Dates de sortie : 
  -  États-Unis : 7 janvier 1994
  -  France : 11 janvier 1995 (province[1])

## Distribution
- Kevin Bacon : Jimmy Dolan
- Charles Gitonga Maina : Saleh
- Yolanda Vazquez : Sœur Sudan
- Winston Ntshona : Urudu
- Sean McCann : Ray Fox
- Dennis Patrick : Père O'Hara
- Connie Chiume : Mrs Urudu

## Sortie et accueil
En France, le film connaît une sortie en salles début janvier 1995 uniquement en province dans un circuit de films pour enfants avant de sortir en VHS la même année, puis une réédition en octobre 1998. Le long-métrage sort en DVD en octobre 2003.